# Gyula Szapáry
 (août 2022).
Si vous disposez d'ouvrages ou d'articles de référence ou si vous connaissez des sites web de qualité traitant du thème abordé ici, merci de compléter l'article en donnant les références utiles à sa vérifiabilité et en les liant à la section « Notes et références ».
Gyula Comte Szapáry de Szapár, Muraszombat et Széchy-Sziget, né à Pest le 1er novembre 1832 et mort à Opatija le 20 janvier 1905, est un homme d'État hongrois, plusieurs fois ministre (intérieur, commerce, finances), puis Premier ministre de Hongrie du 15 mars 1890 au 19 novembre 1892. 
Un ouvrage, probablement de commande, lui est consacré en 1890 : « Graf Julius Szapáry an der Spitze Ungarns ».